# Negima!?
Negima!? (ネギま!?), còn có tên khác là Negima!? neo là một loạt truyện tranh manga và phim hoạt hình anime có hệ thống nhân vật chính giống hệt như xê-ri Mahō Sensei Negima!, nhưng cốt truyện lại khác (điều này giải thích việc thêm từ "neo" vào tên của bộ manga mới này). Manga do Fujima Takuya sáng tác dưới sự gợi ý của Akamatsu Ken, tác giả của bộ manga gốc. Còn bộ anime, cũng được thực hiện bởi đạo diễn Akiyuki Shinbo như anime gốc, trình chiếu từ ngày 4 tháng 10 năm 2006 tới ngày 28 tháng 3 năm 2007 ở Nhật Bản, 1 tháng trước khi manga của Fujima Takuja ra mắt độc giả.
So với manga gốc, Negima!? tập trung nhiều vào các trận đấu phép thuật và tính hài hước hơn. Anime được phát sóng trên kênh TV Tokyo vào cuối buổi chiều (mà không phát vào buổi tối) giống như anime của phiên bản gốc.

## Cốt truyện
Một điềm gở giáng xuống đầu cậu bé Negi Springfield và lớp 3-A do cậu làm chủ nhiệm. Một năm sau ngày Negi đến Mahora, hai người đại diện của Học viện Phép thuật (Magic Academy) xuất hiện tại nơi Negi công tác cùng với một tin rất xấu: một di vật mang tên Star Crystal đã mất tích một cách bí ẩn. Di vật này có một sức mạnh vô cùng khủng khiếp, đến độ những pháp sư mạnh mẽ như Thousand Master cũng không thể khống chế được nó. Tệ hại hơn, Negi và lớp 3-A của cậu đã bắt đầu bị ảnh hưởng bởi di vật đó: sức mạnh của di vật đã bao trùm lấy toàn bộ lớp học và thường xuyên quấy nhiễu Negi cũng như các học sinh trong lớp của cậu. Cúng lúc đó, qua việc này, Negi cũng bắt đầu suy nghĩ về người cha mạnh mẽ của mình, pháp sư huyền thoại Thousand Master; trong khi đó các học sinh lớp 3-A đang tìm đủ mọi cách để giúp đỡ thầy Negi cũng như bảo vệ chính mình trước ma lực của di vật Star Crystal quái ác.

## Sản xuất
Dưới sự chỉ đạo của Shinbo Akiyuki, hãng phim hoạt hình Shaft đảm trách công việc sản xuất anime cho bộ manga này, trong khi bộ Negima gốc thì do hãng XEBEC. thực hiện. Tuy nhiên, 3 tập phim đầu có bao trùm những chương nói về câu chuyện của nhân vật Evangeline trong tập 3 manga gốc và tập 6,7,8 của anime gốc.
Với mạch truyện và cảm hứng giống với anime kế trước của Shinbo, Pani Poni Dash!, Negima!? chứa đựng rất nhiều lời văn nhại (parody) và có nhiều chi tiết ảnh hưởng bởi văn hóa đại chúng. Rất nhiều những chi tiết này xuất hiện trên bảng viết phấn trong những cảnh dạy học. Khá nhiều cảnh eyecatch và những cảnh omake mang tính hài hước trong phần cuối của mỗi tập phim cũng mang nặng tính parody là chính. Việc sử dụng những lời văn nhại càng làm tăng thêm tính hài hước vốn có của loạt anime này.
Vì Negima!? có thể coi như là một "phiên bản" khác của Negima gốc, nhiều chi tiết của anime Negima!? khá giống trên các chi tiết tương tự của phiên bản anime gốc. Có những chi tiết của Negima!? được sáng tạo dựa nên phiên bản gốc ví dụ trang phục của nhân vật Chiu, nhưng cũng có những chi tiết lấy hoàn toàn từ bản gốc như bài hát mở đầu của phiên bản gốc Happy Material xuất hiện trong những lúc hàng loạt các thẻ bài Pactio được kích hoạt.
Trái với phiên bản gốc, các chi tiết kích dục (ecchi) được hạn chế tối đa và thường chỉ xuất hiện ở những cảnh hoặc là vô tình hoặc là hài hước không đặt nặng giới tính. Ví dụ, Setsuna đã để lộ quần bó ngắn màu đen mặc dưới váy khi cô va vào tủ đựng chén. Hay trong một cảnh khác, ban đầu người xem lầm tưởng các nhân vật Mana, Zazie, Sayo, and Kazumi đang đi tắm, nhưng sau đó mọi người nhận ra rằng thực ra họ đang khám xét căn phòng tắm. Những bộ trang phục của Kazumi và Zazie chỉ để lộ đôi vai của họ, còn trang phục của Mana chỉ để lộ phần cơ thể ở dưới ngực và trên thắt lưng. Tuy nhiên những phiên bản phát hành dạng DVD của phim tỏ ra thoải mái hơn đối với những cảnh ecchi và những cảnh đệm, ví dụ như phiên bản DVD có xuất hiện như những cảnh nhân vật khỏa thân khi đang thực thi phép biến đổi của những thẻ bài Neo-Pactio, và có một số cảnh hài hước mang chất đồng tính nữ về Konoka và Setsuna.
Vì hệ thống nhân vật quá lớn nên đôi lúc trong anime xuất hiện một số cảnh phim ngắn với mục đích để những nhân vật trong anime đều được xuất hiện trên màn ảnh nhỏ. Thông thường hiếm khi chỉ một nhân vật xuất hiện trong các cảnh này, họ thường xuất hiện theo nhóm. Và anime cũng có nhiều đoạn ngoại truyện, thường là không liên quan đến mạch truyện chính. Một số chủ đề, mẩu chuyện tiếu lâm, và mô típ xuất hiện nhiều lần trong suốt bộ phim. Nhiều đoạn trong số này là các đoạn phụ, ít có liên quan đến mạch truyện chính của anime.

## Nhân vật
Như đã nói, toàn bộ hệ thống nhân vật chính trong tác phẩm gốc Mahō Sensei Negima! đều xuất hiện trong Negima!?, cụ thể là Negi Springfield, Chamo, Takahata, Nekane Springfield, Anya, ông của Konoka, và toàn bộ lớp 3-A. Tuy nhiên hãng làm phim Studio Shaft đã thực hiện việt tái thiết kế đối với hệ thống nhân vật. Việc này được thể hiện rõ khi tất cả các nữ sinh trong lớp của Negi được giới thiệu ở tập 1 của phim. Phần lớn các nhân vật có vẻ ngoài trẻ trung hơn, và các chi tiết trên ngoại hình, trang phục,... đẹp hơn, mặc dù nhìn chung về cơ bản ngoại hình các nhân vật không thay đổi. Và các nhân vật trong Negima!? vẫn giữ nhiều đặc điểm về thái độ, tính cách, những nét đặc thù riêng,... trong tác phẩm gốc.

### Người dẫn chuyện
Trong anime Negima!? có xuất hiện một người dẫn chuyện với nhiệm vụ kể tóm tắt bối cảnh của tập phim trước, dự đoán bối cảnh của tập phim sau, giải thích một số tình tiết và đưa ra một số lời bình. Người dẫn chuyện cũng thường xuyên "nói chuyện" với các nhân vật trong anime, và đôi khi điều này khiến các nhân vật trong phim quay sang nói chuyện với người xem phim. Diễn viên lồng tiếng cho "người dẫn chuyện" là Mugihito trong phiên bản tiếng Nhật và Christopher Sabat trong phiên bản tiếng Anh.

### Shichimi và Motsu
Shichimi (シチミ) and Motsu (モツ) là hai "nhân viên" của Học viện Phép thuật, kẻ thông báo với Negi và sự mất tích của Star Crystals. Không rõ hình dạng thật của họ là gì bởi vì trong thời gian ở trường Mahora, họ lấy hình dạng giống như hai bức vẽ của Haruna: Shichimi biến thành một con mèo, Motsu biến thành một con ếch. Nhiệm vụ của họ là canh chừng Negi để cậu ta không để lộ thân thế pháp sư của mình (nếu Negi để lộ thân thế cậu lập tức sẽ bị biến thành một con vật). Nhưng về sau vai trò của hai nhân viên này thay đổi khi toàn bộ lớp 3-A đều biết đến phép thuật và đều trở thành "bạn đồng hành" trong hệ thống Pactio. Trước đó, một vài đoạn cắt cảnh miêu tả họ đang chơi với mấy mẩu giấy lụa và Bubble Wrap, tuy nhiên cuối cùng đối với mọi người trong lớp, họ chỉ là các nhân vật gây phiền hà. Thông thường, hai nhân vật này hay đi cùng nhóm với nhân vật Black Rose Baron.

Motsu

Shichimi

Motsu là nhân vật hài hước trong bộ đôi này, thỉnh thoảng giúp người đọc giải trí bằng vài hành động khôi hài, tạo ra sự chú ý không cần thiết, và biến hình để chọc cười. Bất cứ khi nào cậu không hóa thân, cậu thường mang hoặc là một chiếc ca-vát, hoặc có một bộ râu, hay chỏm tóc. Trong có một cảnh phụ lạ giữa cậu ta và Makie, trong đó Makie gọi ông là cha. Câu ưa thích của cậu này là "...có ý tốt" (いい意味で ii imide), thường được nói trong các tình huống châm biếm, như lúc khóc bên ly trà cậu chuẩn bị cho Takamichi và Evangeline sau khi bị Makie "từ chối". Ngoại hình của Motsu được vẽ dựa trên con ếch Aboshi, một nhân vật mà Aboshi Mako sáng tác cho anime Pani Poni Dash! (đây cũng là một sản phẩm của hãng anime Shaft).
Shichimi, ngược lại, là một nhân vật có lý trí. Trong tác phẩm, tứ chi của cô thường không lộ ra ngoài trừ phi cô đang cầm hay cào vật gì đó. Cô cũng có thể kéo dài cơ thể ra như một con rắn. Với vẻ ngoài "dễ thương" của Shichimi, về sau nhân vật Nodoka thường hay chơi đùa với cô như người chủ chơi đùa với một con mèo. Ví dụ như đôi khi Shimichi nằm ngủ trên đùi của Nodoka, hay ngồi lên trên đầu của Nodoka khi Nodoka đang ở trong trạng thái kích hoạt thẻ bài Pactio. Một điều thú vị là, có lẽ vì cô thường xuyên ở trong hình dạng của một con mèo nên cô thường hay kêu thêm tiếng "mya" (ミャ) (phát âm gần giống tiếng kêu meo của loài mèo) vào cuối mỗi câu nói của mình.
Diễn viên lồng tiếng cho Motsu là Saito Chiwa (Trina Nishimura trong bản tiếng Anh) và cho Shichimi là Sawashiro Miyuki (Brina Palencia trong bản tiếng Anh).

### Nam tước Hoa hồng đen
Nhân vật Nam tước Hoa hồng đen (黒薔薇男爵 Hắc Tường Vi Nam Tước) xuất hiện khi Negi và các học trò của cậu ta đang tìm kiếm thông tin về bảo vật Star Crystal. Với bộ trang phục màu trắng, áo choàng đen, chiếc mũ rộng vành và chiếc mặt nạ vàng che khuất nửa trái khuôn mặt, nhân vật này thường xuyên chạm mặt với lớp 3-A và thầy chủ nhiệm Negi Springfield trong những trường hợp không mấy dễ chịu. Đôi khi Nam tước tấn công Chamo bằng một bông hồng đen. Những lúc Nam tước xuất hiện hay biến mất, những cánh hoa hồng đen xuất hiện và rơi lả tả xung quanh người Nam tước.
Thân phận của nhân vật bí ẩn này chỉ được hé lộ phần nào trong những tập anime gần đây. Nam tước từng bị nghi ngờ chính là cha của Negi, mặc dù người xem phim dễ dàng đoán được Nam tước thật ra là phụ nữ. Thực chất, Nam tước chính là Nekane Springfield, người chị họ của Negi. Cụ thể là, sau khi cùng với Setsuna quan sát dáng điệu, cử chỉ của Nekane, Konoka kết luận rằng có mối liên hệ giữa Nam tước và Nekane. Vì vậy mọi người quyết định giữ bí mật thông tin này, không cho bất kỳ ai biết, ngay cả Nekane cũng không biết. Trong anime tập 22, nhân vật Takahata nói với Negi rằng Nam tước Hoa hồng đen chính là Nekane.
Và, vì Nam tước chính là Nekane, nên diễn viên lồng tiếng cho Nekane (Sawashiro Miyuki trong phiên bản tiếng Nhật và Gwendolyn Lau trong tiếng Anh) cũng đảm nhận lồng tiếng cho nhân vật Nam tước.

### Ông Yamada
Ông Yamada (山田さん Yamada-san) là một nhân viên bảo vệ đã có tuổi của thư viện Mahora's Library Island. Tác phẩm Negima!? chỉ giới thiệu họ "Yamada" của ông chứ không cho biết ông tên gì. Công việc của ông là tuần tra trong các hành lang ngầm của thư viện với một chiếc đèn ở tay trái, còn mắt phải luôn được che bằng một miếng che mắt. Có vẻ như ông sống hẳn trong các căn phòng ở tầng ngầm của thư viện và nấu ăn trong một quán ăn trong nhà. Ông Yamada biết rất rõ về các đầu sách trong thư viện trong khi ông không biết gì về cấu trúc, sơ đồ của thư viện này cả. Ông cũng nhận ra được người khách quen của thư viện như Nodoka. Ông thường có thói quen tự giới thiệu sự hiện diện của mình bằng cách nói lớn "Tôi là Ông Yamada đây !" rồi sau đó sa vào những cái bẫy đáng lẽ ra là dễ tránh.
Nhân vật Yamada chỉ xuất hiện trong tập anime nói về việc Negi và các bạn của cậu đang lùng kiếm quyển sách nói về Star Crystal, trong khi đó chị em song sinh Kaede Narutaki đang kiếm một quyển sách chỉ cách cho hai người này lớn nhanh hơn. Mặc dù ông Yamada không xuất hiện trong Negima!? sau tập phim đó nữa nhưng về sau nhân vật Nodoka có một lần đề cập đến ông.
Diễn viên lồng tiếng cho nhân vật Yamada là Nagashima Yuichi (gần đây ông đã chuyển nghệ danh thành Chō (チョー)) trong phiên bản tiếng Nhật và Cole Brown trong phiên bản tiếng Anh.

### Lồng tiếng
Hệ thống diễn viên lồng tiếng trong Negima!? gần giống như Mahō Sensei Negima!, ngoại trừ có một số thay đổi nhỏ về nhân sự như:

#### Phiên bản tiếng Nhật
- Saito Chiwa thay thế Hirohashi Ryou lồng tiếng cho nhân vật Anya.
- Sawashiro Miyuki thay thế Suzuki Masami lồng tiếng cho nhân vật Nekane Springfield, và Koyasu Takehito lồng tiếng cho nhân vật Nagi Springfield.
- Takamoto Megumi thay thế Osawa Chiaki lồng tiếng cho nhân vật Siêu Linh Âm.

#### Phiên bản tiếng Anh
- Brittney Karbowski thay thế Kate Bristol lồng tiếng cho nhân vật Anya, còn Bristol đảm nhiệm nhân vật Aisaka Sayo.
- Carrie Savage thay thế Jayme Westman lồng tiếng cho nhân vật Hakase Satomi.
- Cherami Leigh thay thế Jenny Phagan lồng tiếng cho nhân vật Okuchi Akira, và Dana Schultes lồng tiếng cho nhân vật Sakurazaki Setsuna. Trong các tập 23-26 cô cũng thay thế Alison Viktorin lồng tiếng cho nhân vật Narutaki Fuka and Narutaki Fumika.
- J. Michael Tatum thay thế Troy Baker lồng tiếng cho nhân vật Nagi Springfield.
- Mary Morgan thay thế Lucy Small lồng tiếng cho nhân vật Kugimiya Madoka.
- R Bruce Elliott thay thế Randy Tallman (đã qua đời) lồng tiếng cho nhân vật Dean Konoe.

### Thẻ bài Pactio

Các thẻ bài Pactio loại Armor (trái), Dud (giữa) và Cosplay (phải) của nhân vật Asuna.

Hệ thống thẻ bài Pactio trong xê-ri Negima!? có nhiều thay đổi so với phiên bản gốc, khiến Negima!? mang nặng tính mahō shōjo hơn. Các thẻ bài Pactio được phân làm ba loại: Armor/Rare, Cosplay và Dud/Suka. Trong đó, thẻ bài Armor/Rare là mạnh nhất, thẻ bài này sẽ biểu hiện sức mạnh thực sự của người sử dụng nó. Thẻ bài Cosplay cũng đem lại sức mạnh cho người dùng nó nhưng yếu hơn so với thẻ bài Armor. Ví dụ như trong trường hợp của Nodoka, thẻ bài Cosplay chỉ biến thành một quyển sách giúp cô đọc được ý nghĩ của người khác, nhưng thẻ bài Armor/Rare giúp cô có nhiều quyển sách với khả năng thu thập thông tin. Thẻ bài Dud biến người sử dụng thành dạng super deformed, mang một bộ trang phục hình một loài vật (trong trường hợp của Nodoka cô mang bộ đồ hình hải cẩu). Sức mạnh của thẻ bài chỉ có thể được kích hoạt nhờ vào phép kích hoạt của Negi, và khi đó loại thẻ bài sẽ được chọn ngẫu nhiên. Thời gian mà thẻ bài Pactio có hiệu lực tùy thuộc vào sự thoả mãn của người sử dụng (tức là thẻ bài sẽ hiết hiệu lực khi người sử dụng nó... đói bụng). Sức mạnh mà người sử dụng nhận được từ thẻ bài cũng khác nhau tùy theo người dùng nó.

## Phát hành

### Anime
Anime Negima!? bao gồm 26 tập phim. Bộ phim được hãng Funimation mua bản quyền và phát sóng dưới cái tên Negima! Season Two (có nghĩa là Negima! mùa 2), mặc dù thực chất Negima!? không phải là phần tiếp theo của loạt anime Mahō Sensei Negima! đầu tiên. Anime Negima!? được phát hành 2 đợt dưới dạng đĩa DVD, đợt 2 phát hành vào ngày 31 tháng 3 năm 2009.

### Manga
Manga Negima!? được viết bởi Fujima Takuya dưới sự hướng dẫn của tác giả phiên bản gốc Akamatsu Ken và công ty Studio SHAFT. Đây là manga dài hơi đầu tiên của Fujima viết về chủ đề Negima (ông đã từng viết một vài truyện dōjin về Negima). Manga bắt đầu được đăng trên Comic Bom Bom - một tạp chí phát hành hàng tháng chuyên đăng các truyện tranh dành cho nam giới - vào tháng 11/2006. Tuy nhiên một năm sau đó việc phát hành truyện tạm dừng do tạp chí Comic Bom Bom đang đối mặt với việc ngưng xuất bản. Đến tháng 1 năm 2008 thì Negima!? lại xuất hiện trên tạp chí Magazine Special, lần này truyện có nhiều chi tiết fan service hơn so với trước.
Manga viết dựa trên cốt truyện của anime, tuy nhiên các tình tiết và mạch truyện của manga đi theo một hướng đi khác so với anime, ví dụ như trình tự các sự kiện được sắp xếp lại và cách hình thành các thẻ bài pactio cũng khác so với anime. Truyện cũng trực tiếp vay mượn một số tình tiết và một số yếu tố về ngoại hình nhân vật trong manga gốc, trong anime gốc cũng như trong anime Negima!?.
Manga Negima!? được Del Rey Manga mua bản quyền và sau đó hãng này phát hành phiên bản tiếng Anh của manga, giống như trường hợp của manga gốc.

### Các game vềNegima!?
Vào tháng 7 năm 2007, một video game dành cho hệ máy Wii mang tên Mahou Sensei Negima!? Neo-Pactio Fight!! được phát hành tại Nhật Bản. Đây là một game game đối kháng 3D sản xuất bởi hãng Marvelous Entertainment, với nội dung dựa trên manga và anime Negima!?.
Hãng Konami cũng đã phát hành hai game về Negima!? dành cho hệ máy PlayStation 2: Negima!? San-jikanme ~Koi to Mahou to Sekaiju Densetsu~ và Negima!? Dream Tactic Yumemiru Otome wa Princess. Tuy nhiên, giống với 3 game Negima! trước đó, hai game này sử dụng hình tượng các nhân vật của phiên bản Negima gốc.

## Đoạn phim ngắn sau mỗi phần credit
Thường sau mỗi đoạn phim credit của anime sẽ có một đoạn phim ngắn nói về một số nhân vật. Nội dung các đoạn phim này không liên quan tới cốt truyện chính của anime.

### Mahora Sentai Baka Rangers
Loạt phim này xuất hiện ở các tập 1, 2, 3, 7, 10, 14, 23, 24 của anime.
Một trong những loạt phim ngắn nổi bật nhất của Negima!? giới thiệu về nhóm học sinh Mahora Sentai Baka Rangers (tạm dịch: Nhóm Baka Ranger của Mahora), một "sản phẩm" nhại lại loạt phim siêu nhân nổi tiếng Super Sentai. Năm thành viên Baka (馬鹿 Mã Lộc) là:
- Asuna (Baka Đỏ)
- Yue (Baka Đen)
- Kaede (Baka Lam)
- Cổ Phi (Baka Vàng)
- Makie (Baka Hồng)

Mỗi thành viên đều mang một thẻ bài riêng, giống như trong loạt phim siêu nhân Taiyou Sentai Sun Vulcan và có cả bài nhạc riêng cho nhóm. Đồng phục của nhóm "siêu nhân" này cũng có màu sắc riêng cho mỗi thành viên như các bộ phim siêu nhân, và tên của họ được viết ở phần nửa trên của đồng phục. Họ cũng có mang khăn quàng như nhóm siêu nhân Super Sentai nguyên thủy. điệu bộ cử chỉ của họ cũng nhại lại các siêu nhân trong phim (Asuna, Kaede, và Cổ Phi bắt chước những siêu nhân mang đồng phực cùng màu với họ; điệu bộ của Yue và Makie giống như trong xê-ri Denshi Sentai Denjiman và có ánh sáng lóe lên ở trên trán của họ).
Trong những loạt phim này, nhóm Baka Rangers đánh nhau với những "thế lực đen tối" ví dụ như chống lại sự đe dọa của Tiến sĩ Pooh. Tuy nhiên, phần lớn những yếu tố hài hước xoay quanh những rủi ro, tai nạn của Baka Hồng (Makie) - người luôn trở thành tâm điểm của những trò cười trong loạt phim ngắn này - và việc cô bị "đối xử bất công" so với những thành viên khác. Ví dụ như trong những đoạn phim ngắn không có phần giới thiệu về Makie, góc quay camera không bao giờ hướng về cô một cách đàng hoàng, bị mecha của đồng đội đập trúng, và cô thường vô ý làm cả nhóm bị "dính chưởng" vụ nổ do những quả bom của đối phương gây ra. Tuy nhiên cô cũng có những giây phút "tỏa sáng" như trong bộ phim làm bởi nhóm Yukihiro, "Yuke Yuke Baka Pink", đoạn preview của phim được xem như là một phần của cảnh omake sau đó (tuy nhiên đoạn phim này được đánh giá là không phù hợp với khán giả cũng như nhấn mạnh đến "mối thù" giữa Makie và Ayaka trong câu chuyện).

### Jump Out, Chupa-ken!
Loạt phim này xuất hiện ở các tập anime 4, 5, 6, 25.
Các tập 4, 5, 6 nói về chupacabra, sinh vật mà Asuna tin rằng đang đi lang thang tại Ký túc xá trường Mahora. Hai đoạn phim đầu nói về việc Asuna viết một bài hát về chupacabra, điều này khiến Haruna rất ngạc nhiên và thán phục việc Asuna đang làm. Trong đoạn phim thứ nhất, Asuna và Haruna ăn mặc như một con quỷ oni (鬼), còn trong đoạn phim thứ hai, Asuna vừa sáng tác nhạc vừa mút kẹo que Chupa Chups. Trong đoạn phim thứ 3, câu lạc bộ Chupacabra nhóm họp để bàn luận về khả năng một chupacabra có thể xuất hiện ở trường. Trong buổi họp thì tất cả các thành viên đều mặc trang phục hóa trang: Asuna mặc trang phục robot, Haruna mặc trang phục giống như chiếc đồng hồ quả lắc, Yuna mặc trang phục của một con ong và Yue mang trang phục của một cô tiên (fairy). Tuy Cổ Phi xuất hiện với bộ trang phục do Zazie thiết kế, Asuna tự thiết kế lấy đồ của mình...
Trong tập 25, cuối cùng Asuna đã tìm được một chupacabra làm quà tặng cho Anya và sau đó cô nhanh chóng chụp hình tất cả những chiếc áo thun mà cô làm ra trong suốt loạt anime. Không may cho Asuna là sinh vật chupacabra lại có một ý định khác...
- Thật ra, ngoài những lần xuất hiện trong các đoạn phim này, sinh vật chupacabra đã từng xuất hiện vài lần trong Negima!?. Trong lần Evangeline tấn công Makie, lúc đó mọi người vẫn chưa biết thủ phạm là ai. Misa cho rằng đó là một ma cà rồng, nhưng Sakurako lại nghĩ đó không hẳn là một ma cà rồng mà là một sinh vật gần như vậy. Kết quả là Konoka phác hoạ hung thủ giống như một con chupacabra. Nhưng Asuna không tin vào bức vẽ này vì cô cho rằng một con chupacabra không thể có ở Nhật Bản, mặc dù chính Asuna là người mào đầu cho việc lùng kiếm một con chupacabra trong trường Mahora, và Haruna là người duy nhất ủng hộ cô.

### Chao's Ambition
Loạt phim này xuất hiện ở các tập anime 8 và 9.
Satomi tạo ra một cánh tay đặc biệt cho Siêu Linh Âm (được Siêu đặt tên là Super Power Hand - tạm dịch Bàn tay siêu năng lực). Khi Siêu Linh Âm sử dụng nó, Cổ Phi bỗng xuất hiện với tên là Cổ Lão Sư (Kū-Rōshi) cùng với một đồng hồ đếm ngược, thanh máu và thanh năng lượng giống như trong một game đối kháng võ thuật như Street Fighter. Khi Siêu "xuất chiêu", một con thỏ nhỏ xuất hiện, đụng trúng Cổ Phi và hút hết toàn bộ năng lượng của cô và thế là hàng chữ A K.O. xuất hiện báo hiệu Cổ Phi đã bị hạ nốc ao. Trong đoạn phim thứ hai, Satomi tạo ra một phiên bản thứ hai của Bàn tay siêu năng lực), có thể tạo ra two meat buns khi Siêu "xuất chiêu".

### Ah, I am the Young Yamamoto
Loạt phim này xuất hiện ở các tập anime 11, 12, 13.
Loạt phim này nói về nhóm nữ chơi thể thao trong lớp 3-A, đặc biệt là Akira khi cô đang quan sát một con cá rồng trong hồ nước ở phòng cô trong khi nghe bạn học là Yuna, Ako và Misora nói chuyện. Trông Akira có vẻ rất lạ lùng, và những bộ trang phục của Yuna, Ako, Misora còn đáng ngờ hơn. Tập phim thứ hai miêu tả cảnh nhóm này đang bơi (giống như họ đã làm trong tập phim này trước đó), và trong lúc này họ phát hiện ra sở thích kỳ quặc của mỗi người về các kiểu quần áo bơi. Trong tập phim cuối, một thành viên trong nhóm hỏi Yamamoto rằng liệu cô có thể thực hiện vài thủ thuật nào không, nhưng Akira chỉ làm những gì một con cá bình thường có thể làm mà thôi. Misora is the straight man of these bits with Yuna and Ako as her foils...and Akira in her own world. Điều đáng chú ý là diễn viên lồng tiếng cho nhân vật Yamamoto cũng có cái tên mang chữ Yamaoto (Yamamoto Azumi).

### Please Tea Room
Loạt phim này xuất hiện ở các tập anime 15, 16, 17.
Trong đoạn phim này, ba thành viên của nhóm Baka Ranger dâng cúng lễ vật lên các vị thần trong một ngôi đền Thần Đạo. Đoạn phim đầu tiên là một anime đen-trắng, miêu tả việc Asuna dâng cúng một bát mì ramen (拉麵 lạp khúc) và cầu khẩn thần thánh giúp cô có được một chiếc áo thun Chupacabra. Đoạn phim thứ hai miêu tả việc Cổ Phi dâng cúng một bát mì (with "Chile source") và cầu xin thần thánh giúp cô hoàn thành một điều ước, nhưng sau đó mọi người mới ngỡ ra rằng Cổ Phi không gặp bất cứ vấn đề khó khăn gì để nhờ thần linh giúp cả. Trong đoạn phim cuối cùng, Makie dâng cúng một đĩa mì Ý nhưng có cảm giác là các vị thần linh không giúp cô hoàn thành ước nguyện của mình.

### Những đoạn phim ngắn đơn lẻ
Trái với những loạt phim ngắn kể trên, đây là những đoạn phim ngắn đơn lẻ chỉ xuất hiện trong 1 tập anime duy nhất.
- Haruna's Art Song (tập 18): Một bài hát thuộc thể loại rap của Haruna, mục tiêu là thể hiện khả năng viết chữ đẹp của cô. Trong khi đó Chisame lại chỉ trích khả năng viết chữ đẹp của Haruna, Zazie thì thực hiện một trò chơi chữ liên quan đến lời chỉ trích của Chisame và Chachamaru "ghi điểm" cho mỗi trò chơi chữ ấy. Haruna bỏ ngoài tai những lời chỉ trích ấy và tiếp tục "thể hiện".
- Tea Ceremony Suka (tập 19): Đoạn phim này nói về nghi lễ trà đạo của Evangeline và Chachamaru - trong hình dạng Suka/Dud của thẻ bài pactio - cùng với Negi, Nekane, Shichimi và Motsu (lại bị buộc phải ở trong tình trạng bị bơm phồng lên, giống như trong thí nghiệm với Akira ở cùng tập phim này). Tuy nhiên, thật ra trong tập 19 Evangeline và Chachamaru chưa có thẻ bài Pactio nào cả vì vậy họ không thể ở trong trạng thái Dud như trong đoạn phim ngắn này.
- Sayoth Park (tập 20): Đoạn phim này có phong cách giống với giống với xê-ri South Park của Hoa Kỳ. Kazumi và Nekane chạm mặt một hồn ma (Sayo). Khi Nekane hỏi rằng liệu nó có thể gây ra một vị nổ lớn không, một vụ nổ xảy ra thật và hất cả hai ngã nhào xuống đất.
- Ramen Takamichi Ad (tập 21): Kết cục của những tình tiết hài hước trong tập anime. Chachamaru đưa một bát mì ramen cho Evangeline, lúc này đang đói lả và tuyệt vọng, sau khi không thành công trong việc đưa cả hai ra khỏi căn lều của mình.
- The Interviews' (sic) Room (tập 22): Kazumi thực hiện một cuộc phỏng vấn với Chamo và Motsu.
- Epilogue (tập 26): Negi cùng với Anya, Nekane và một số nữ sinh Mahora rời khỏi trường để tìm kiếm người cha lừng danh của cậu.

## Các bài hát mở đầu và kết thúc của phim
Những đoạn nhạc phim mở đầu và kết thúc thay đổi tùy theo tập phim. Trong phần lớn các trường hợp, bài hát mở đầu là 1000% SPARKING! và bài hát kết thúc là A-LY-YA! - tuy nhiên những nhân vật "hát" các bài đó thường xuyên thay đổi.
Trái với những tập phim trước, cảnh phim mở đầu trong tập 17 trở đi trở nên nhiều màu sắc hơn và different animations were used. Thêm nữa, phần đầu tiên của bài hát được sử dụng thay cho những "nhân vật hát" trong phiên bản gốc. Phiên bản DVD có sự thay đổi nhỏ: đoạn nhạc phim mở đầu có những cảnh phim mới (bao gồm một cảnh thẻ bài của chị em song sinh Narutaki đang di chuyển) và sử dụng những biến thể khác của các bài hát mà phiên bản anime chiếu trên truyền hình chưa từng sử dụng.
Ở đây có hai biến thể chính của các bài hát. Khi Negi thay hình đổi dạng ở tập 14, một bài nhạc khác được sử dụng với một đoạn phim miêu tả việc Negi - trong hình dạng mới - chạy giữa một đám đông nữ sinh trong dạng Suka. Và trong tập 19, gần như toàn bộ nội dung của bài hát được thể hiện trên anime. Vì vậy, đoạn nhạc phim mở đầu được trình chiếu hai lần trong tập phim. Đoạn đầu tiên thì 31 nữ sinh của lớp 3-A, trong khi đó đoạn thứ hai họ ở trong dạng bình thường với những đoạn thơ trích dành cho Evangeline, Chachamaru và Satomi. Có hai cảnh phim đặc biệt về Akira và Ayaka trong dạng Suka. Hai nhân vật này chưa từng xuất hiện trong một mình như vậy trong các đoạn nhạc phim trước đó.
Từ tập 4 trở đi, nhạc phim của bài hát "A-LY-YA!" có kèm thêm cảnh diễu hành của 27 nữ sinh trong lớp 3-A. Khi các nữ sinh tiến tới một vòng tròn, họ được "đánh dấu" và biến thành dạng super deformed. Ở phía dưới vòng tròn, dãy nữ sinh bắt đầu bởi Asuna (đang trong dạng super deform) đang nhảy một bài nhạc với một cặp maraca trên tay. Tiếp đó là Konoka (đang chơi trống prôvăng), Setsuna (kẻng ba góc), và cuối cùng là Nodoka (trống), bốn người hợp thành một ban nhạc trong dạng super-deformed. Theo đà tiếp diễn của bài nhạc, bốn người này từ từ thay đổi phong cách dùng nhạc cụ của mình. Setsuna sau đó ngủ gục khi bài hát bắt đầu tới đoạn điệp khúc, rồi đột ngột tỉnh dậy (và xấu hổ) khi bài hát kết thúc.
Trong đoạn nhạc phim của tập anime 25 - "Love Sensation" (cũng là bài hát mở đầu của OVA Xuân của bản Negima gốc), cả 31 nữ sinh lớp 3-A đều ở trong dạng Suka, tuy nhiên ngoại hình của họ vẫn có một số nét đặc điểm của các dạng Armor và Cosplay tương ứng (ví dụ như Asuna có cầm theo chiếc quạt harisen trong dạng Cosplay, Nodoka vẫn đeo kính và cầm quyển sách, Konoka vẫn mang theo bộ áo giáp dạng Armor,...)
Trong phiên bản tiếng Anh của anime do FUNimation thực hiện, toàn bộ các bài hát đều được lồng tiếng Anh trừ bài Happy Material. Tuy nhiên chỉ có một biến thể của các bài hát được sử dụng trong phiên bản anime tiếng Anh. Brina Palencia là người phụ trách chỉ đạo âm nhạc cho phim và cũng là người viết lời bài hát trong phim ngoại trừ phiên bản tiếng Anh của bài Hoshizora Letter - vốn do Mike MacFarland phụ trách. Và những ca sĩ thể hiện các bài hát này không có liên hệ gì với những nhân vật trong phim cả.

## Đánh giá
Ban đầu, xê-ri Negima!? được đánh giá tốt, tuy nhiên về sau thứ hạng của Negima!? sa sút và khi tập anime cuối phát sóng vào ngày 28 tháng 3 năm 2007 thì xê-ri xếp hạng thứ 34/40 trong các anime mùa thu 2006, thấp hơn so với dự kiến.

## Tham gia làm phim
- Đạo diễn: Shinbo Akiyuki
- Bố trí các tập: Kanemaki Kenichi
- Âm nhạc: Haneoka Kei
- Thiết kế nhân vật: Ota Kazuhiro
- Chỉ đạo nghệ thuật: Kato Megumi
- Giám đốc hoạt hình chính: Mihara Minoru
- Đạo diễn hình: Eto Shinichiro
- Nhà sản xuất hoạt hình: Kubota Mitsutoshi
- Công ty sản xuất hoạt hình: GANSIS, Shaft
- Phát sóng: TV Tokyo
- Âm nhạc: Starchild Records
- Sản xuất: Kanto Magic Society, TV Tokyo